# A la felicidad por la electrónica
«A la felicidad por la electrónica» es una canción interpretada por el grupo español Fangoria, incluida en su tercer extended play Un día cualquiera en Vulcano S.E.P. 3.0 (1995). La compañía Running Circle la publicó en 1996 como el segundo sencillo del disco, después de «Dios odia a los cobardes». Tiempo después figuró en los álbum recopilatorio Un día cualquiera en Vulcano (2003). Fue compuesta y producida por Alaska, Nacho Canut y Big Toxic.

## Publicación
El sencillo fue editado en dos formatos, ambos con las mismas canciones pero con distinta portada. La portada del maxisencillo de 12 pulgadas es de color negra con la silueta de un hombre de fondo y en el centro el título. La portada del sencillo amarilla con dos bandas negras a los lados y en el centro una fotografía de Alaska levitando, y arriba la mitad de la cabeza de Nacho Canut. El maxisencillo contenía dos versiones de «Dios odia a los cobardes», una de «Sentimental» y otra de «A la felicidad por la electrónica».
El título «A la felicidad por la electrónica» se pronuncia en la película de Luis García Berlanga, Esa pareja feliz (1951).

## Lista de canciones y formatos
| Maxisencillo en CD publicado en España |                                                    |          |  |
| N.º                                    | Título                                             | Duración |  |
| 1.                                     | «Dios odia a los cobardes» (Radio Edit)            | 4:18     |  |
| 2.                                     | «Dios odia a los cobardes» (Vanguard UHF Remix)    | 5:58     |  |
| 3.                                     | «A la felicidad por la electrónica» (Prozac Remix) | 7:47     |  |
| 4.                                     | «Sentimental» (Testimental Remix)                  | 5:07     |  |

| Maxisencillo en vinilo de 12" publicado en España |                                                    |          |  |
| N.º                                               | Título                                             | Duración |  |
| 1.                                                | «Dios odia a los cobardes» (Radio Edit)            | 4:18     |  |
| 2.                                                | «Dios odia a los cobardes» (Vanguard UHF Remix)    | 5:58     |  |
| 3.                                                | «A la felicidad por la electrónica» (Prozac Remix) | 7:47     |  |
| 4.                                                | «Sentimental» (Testimental Remix)                  | 5:07     |  |

Notas
- «Sentimental» es una canción original del grupo Family.

## Créditos y personal
| - Alaska: voz, composición, producción - Nacho Canut: composición, producción - Big Toxic: composición, producción, remezcla - Luis Paniagua: sitar - Vanguard: remezcla - Fractal Uno: remezcla | - Pepe Montalvo: ingeniería de sonido - Ipsum Planet: diseño - Sebastián Mera: fotografía |